# Эмаузавр
Эмаузавр (лат. Emausaurus) — род птицетазовых динозавров из подотряда тиреофор, живших во времена раннеюрской эпохи (183,0—182,0 млн лет назад) на территории современной Германии. Представлен единственным видом — Emausaurus ernsti.

## Описание
Эмаузавр был небольшим бронированным динозавром, достигавшим 2 метра в длину, 0,7 метра в высоту и имевшим массу около 30 килограммов. Имел маленький череп и зубы, приспособленные для питания растительной пищей. Как и сцелидозавр, имел жёсткую кожу, покрытую костными шишками.

## Открытие
Окаменелости эмаузавра были впервые найдены в 1963 году в местности Lehmahagen неподалёку от города Гриммен в Германии Вернером Эрнстом (голотип SGWG 85 состоящий из костей черепа) и описаны в 1990 году Хартмутом Хаубольдом. Название рода является акронимом названия университета имени Эрнста Морица Арндта (нем. Ernst-Moritz-Arndt-Universität Greifswald, EMAU), так же, как и название единственного вида — Emausaurus ernsti.